# Elaphrornis
Genre
Elaphrornis est un genre monotypique de passereaux de la famille des Locustellidae. Il comprend une seule espèce de bouscarle.

## Répartition
Ce genre est endémique du Sri Lanka.

## Liste des espèces
Selon la classification de référence du Congrès ornithologique international (version 8.1, 2018) :
- Elaphrornis palliseri (Blyth, 1851) — Bouscarle de Ceylan, Bouscarle du Sri Lanka, Fauvette de Ceylan, Mégalure de Ceylan